# Ley Habsburgo
La Ley relativa a la Expulsión y Expropiación de las Posesiones de la Casa de Habsburgo-Lorena (en alemán: Gesetz vom 3. April 1919 betreffend die Landesverweisung und die Übernahme des Vermögens des Hauses Habsburg-Lothringen), más conocida como la Ley de los Habsburgo o Ley Habsburgo (Habsburgergesetz), fue una ley austríaca aprobada el 3 de abril de 1919, unos meses tras la disolución del Imperio austrohúngaro, que destronó a los Habsburgo-Lorena como autoridad institucional y herederos a la jefatura del Estado austríaco, los expulsó del país y confiscó mediante una expropiación generalizada sus bienes dentro de las fronteras del país.
Aunque el título de la ley cita expresamente el nombre ‘Habsburgo’, lo cierto es que incluye en su principal disposición una interpretación más amplia —«la Casa de Habsburgo y los que habían reinado anteriormente»—, con el fin de eliminar cualquier aspiración de otras posibles dinastías a reinar en Austria. Las autoridades de la época definían la ley como una «obviedad» y «acorde a los tiempos».

## Síntesis
La propuesta de ley realizada a principios de 1919 y culminada tras la imprevista salida del país del último emperador austríaco, Carlos I, fue parte del proceso legislativo desarrollado ese año por el parlamento de la República de Austria Alemana, enmarcado dentro del republicanismo germánico de la época, con el fin de eliminar cualquier aspecto de la nobleza austríaca y de la monarquía austríaca de la política y sociedad de la recién fundada república. La ley entró en vigor el 10 de abril de 1919, conjuntamente con el otro componente principal de la legislación, la Ley de Abolición de la Nobleza, que eliminaba el reconocimiento de la nobleza en Austria, tanto en concesión de títulos como en trato y privilegios. En el marco de esta última ley, se negó a los Habsburgo cualquier título que por derecho histórico o nobiliario les pertenecía (un derecho que la Asamblea Nacional Constituyente consideraba inconstitucional).  
La Ley Habsburgo fue revertida en 1935 en la mayoría de sus disposiciones por el régimen nacionalista de Kurt Schuschnigg, permitiendo a los herederos de la dinastía volver a establecerse en Austria (sin renunciar a su estatus) y recuperar la mayor parte de sus posesiones. Un comunicado del Gobierno indicaba que contaban con el apoyo de Berlín en este respecto, y que «esta ley es contraria a la defensa de la independencia de Austria». Esta condición, sin embargo, no duraría mucho, ya que tras el Anschluss en 1938, los nazis recuperaron la esencia de la ley con el fin de hacerse con los bienes de la familia, que incluían desde castillos a obras de arte. Tras el final de la Segunda Guerra Mundial, la ley ya no volvió a derogarse, siendo recuperadas las disposiciones republicanas originales. En la actualidad se considera obsoleta dentro la legislación de la República de Austria y tiene efectos sobre todo simbólicos, que no suponen el exilio de ningún miembro de la dinastía ni la confiscación de sus bienes. La única excepción aún existente a día de hoy, son algunos bienes expropiados en 1938, que aún se consideran propiedad del Estado.

### Derecho internacional y actualidad
La Ley ha sido criticada por expertos en derecho internacional y de derechos humanos; de hecho fue encontrada contraria a los derechos humanos por un tribunal europeo, razón por la cual Austria se vio en la obligación de revertir parte de sus disposiciones, como la prohibición de entrada y permanencia de miembros de la familia Habsburgo en el país previa firma de un documento. Fue una condición fundamental para poder postular y ser admitida en 1995 como Estado miembro de la Unión Europea.
En 2010, la OSCE criticó la prohibición a los miembros de la dinastía para presentarse a la presidencia del país como cualquier otro ciudadano (el muy debatido artículo 60), por lo que el 2011 el parlamento austríaco procedió a eliminar esta restricción también, permitiendo la postulación de un Habsburgo a partir de las elecciones de 2016. El único miembro de la dinastía que ha intentado su suerte ha sido Ulrich Habsburgo-Lorena (nieto de Enrique Fernando de Austria-Toscana), quien ya en 2010 intentó recabar las 6000 firmas de ciudadanos con derecho a voto requeridas para candidatos independientes; incluso de haberlas conseguido —lo cual no fue el caso—, no habría podido presentarse debido a que la ley aún no había cambiado. En las elecciones de 2016 no volvió a presentarse ya que «no se le había pedido», apoyando la representante de su partido (Los Verdes). Unos meses después emitió un comunicado, a pesar de sus convicciones republicanas, en el que reclamaba un referéndum para decidir la forma de gobierno del país, entre una república y una monarquía parlamentaria (pero en todo caso en un modelo democrático).
Por otro lado, el más prominente de la Casa de Habsburgo actualmente, Carlos Habsburgo-Lorena, nieto de Carlos I y pretendiente al trono (aunque en realidad no posee ningún título debido a esta misma ley), ha manifestado que postularse a la presidencia del país significaría aceptar la república. Sin embargo, en una entrevista en 2018, dijo que «nunca se dice nunca», pero que lo más acuciante es eliminar la Ley Habsburgo de la constitución, ya que, según él, no tiene ningún sentido en la actualidad.

## Historia
El 11 de noviembre de 1918, tras la derrota en la Primera Guerra Mundial, Carlos I emitió una proclamación en la que renunció su derecho a la «intervención en los asuntos de Austria» (sellando así de facto dos años en el trono), además de relevar a los oficiales austríacos de su juramento de lealtad hacia él. El día siguiente, la recién constituida Asamblea Nacional Constituyente proclamó la república en todos los territorios de habla alemana del disuelto imperio. Esa noche, Carlos y su familia dejaron el Palacio de Schönbrunn y se desplazaron a la Residencia Eckartsau, un palacete propiedad de la familia al este de Viena. Es allí donde recibió a la delegación húngara de Transleitania, emitiendo una proclamación similar para el Reino de Hungría (como Carlos IV). Carlos, sin embargo, nunca abdicó de iure, teniendo la esperanza de que cualquiera de las partes requiriera un día su retorno al trono.
El 23 de marzo de 1919, la familia imperial se trasladó a Suiza en el Tren Salón Imperial (k.u.k. Hofsalonzug), después de que el rey británico Jorge V, horrorizado por el asesinato de sus parientes en Rusia, los zares de la casa de Románov, expresara su preocupación porque los Habsburgo se enfrentaran a un destino similar en lo que consideraba circunstancias de la misma naturaleza. Antes de cruzar la frontera, Carlos emitió un manifiesto reclamando la soberanía de las tierras austríacas y anulando la legitimidad de la asamblea de la Austria Alemana. La imprevista partida de la familia imperial y la emisión del comunicado enfurecieron a miembros de la asamblea, preocupados además por la falta de una abdicación en toda regla y sin poder concluir las conversaciones con el emperador ahora exiliado (preocupaciones que se verían en parte justificadas, pues hubo ciertos intentos de restaurar a Carlos en el trono de Hungría). Por todo ello, el 3 de abril promulgaron la Ley Habsburgo junto a la Ley de Abolición de la Nobleza, por iniciativa del canciller republicano Karl Renner.
Con la ley en vigor, Carlos ya nunca volvería a tierras austríacas, pues moriría en 1922 por una neumonía. A los otros miembros de la familia se les permitió volver a Austria como ciudadanos de a pie, es decir renunciando títulos, posesiones y hasta el reconocimiento histórico (lo cual ninguno aceptó hasta décadas después). Los bienes muebles e inmuebles de propiedad estatal que habían estado bajo administración de la corte imperial (Hofärar) pasaron a la administración del Gobierno republicano; tanto los fondos privados y públicos de la Casa de Habsburgo como posesiones de la familia gestionadas por el emperador, fueron expropiadas y convertidas en propiedad del Estado. Las pertenencias privadas de la familia se mantuvieron bajo control, aunque no confiscadas. Siendo la Austria Alemana una república, todos los juramentos prestados al último emperador fueron declarados nulos.
Poco después, la familia exigió que se les concediera acceso a los distintos fondos y fuentes contributivas, las cuales consideraba propiedad privada, aprovechando la ambigüedad legislativa en este respecto, que se debía a la presteza en la que se había recatado la ley, sin el suficiente detenimiento en los detalles. Para justificar la desestimación de estas reclamaciones, la ley fue enmendada el 30 de octubre de 1919 con retroactividad, estipulando expresamente que los fondos y fuentes de financiación en cuestión se quedaban expropiadas.
La Ley Habsburgo se convirtió en ley constitucional con la entrada en vigor de la constitución austríaca de 1920, poco después del establecimiento de la Primera República, aunque las cláusulas que trataban las expropiaciones seguían en la ambigüedad. De hecho, tras el traspaso de Burgenland de Hungría a Austria en 1921, estas estipulaciones nunca se implantaron en ese territorio para así contentar a los aristócratas húngaros, entre los cuales se encontraban miembros de la familia (aunque de ramas lejanas y sin aspiraciones soberanas). Esta anomalía en la aplicación de una ley constitucional resistiría casi nueve décadas, pues solo en 2008 la Ley Habsburgo se declaró por el Tribunal Constitucional de Austria como válida para todas las regiones del país, sin excepción.
El 13 de julio de 1935, bajo el Ständestaat (el régimen de orientación fascista de Schuschnigg), la ley sufrió su más significante revés al eliminar su estatus constitucional. La prohibición sobre algunos de los Habsburgo (aunque no todos) fue levantada y el fondo de provisión familiar —principal fuente de financiación de la familia— le fue restituido, además de recuperar gran parte de sus propiedades. Sin embargo, tras el Anschluss menos de tres años después, Arthur Seyß-Inquart, cumpliendo con un decreto de Adolf Hitler, puso en marcha una ley que volvía a prohibir la concesión de posesiones a los Habsburgo, haciéndose el Tercer Reich con la propiedad de estas. En este respecto, en 2004 la familia apeló ante el Panel de Arbitraje del Fondo General de Compensación para las Víctimas del Nacionalsocialismo con el fin de recuperar las propiedades confiscadas por el régimen nazi. El comité falló en tres pronunciamientos ese año que carecía de jurisdicción sobre este asunto, tanto constitucionalmente como por derecho internacional. Una demanda a continuación ante el Tribunal Constitucional austríaco resultó en un pronunciamiento similar, a saber, la falta de jurisdicción.
Tras la Segunda Guerra Mundial, en 1945, se restauraron la mayoría de leyes constitucionales republicanas en el marco de una legislación transitoria, incluida la Ley Habsburgo. Fue incluida en el Tratado de Estado austríaco de 1955 por expresa petición de la Unión Soviética. Siendo el caso, y con la Guerra Fría ya desatada, muchos miembros de la Casa de Habsburgo decidieron sencillamente renunciar a sus títulos y a cualquier futura reclamación.

### Levantamiento de las prohibiciones por casos

#### Ramas menores
Algunas de las ramas de la dinastía más alejadas del poder imperial hicieron la renuncia requerida de sus pretensiones dinásticas ya desde el principio; lo cual, desde una perspectiva histórica, resultaría muy beneficioso para sus familias, pues aparte de poder quedarse a residir en Austria, se les permitió conservar la totalidad de sus propiedades privadas. Quizá la más destacada entre ellas fueron Francisco Salvador de Austria-Toscana y su esposa María Valeria de Austria, cuya familia tiene en propiedad hasta el día de hoy la Kaiservilla en Bad Ischl, el castillo de Persenbeug y el castillo de Wallsee, entre otros. 

#### Rama hereditaria
El caso más notorio y el primero en renunciar sus aspiraciones al trono fue el hijo mayor de Carlos I, Otón de Habsburgo, hasta 1919 archiduque de Austria. Su intención generó un debate público y una crisis política, pues, habiendo sido de joven heredero a la corona y por tanto (teóricamente) pretendiente al trono, muchos dudaban de la validez de una renuncia de estas características (firmada por él en 1961). Finalmente, la posición favorable del Partido Popular Austríaco, la formación gobernante en ese momento, prevaleció sobre las del Partido Socialdemócrata y el Partido de la Libertad. Tras volver a Austria en 1966, se puso a dedicar a la política, llegando a ser durante 20 años diputado en el Parlamento Europeo por CSU. Durante su trayectoria, nunca hizo uso de ninguna referencia aristócrata. 
En 1980, tras una petición de Rodolfo de Habsburgo, hermano menor de Otón (sexto hijo de Carlos I), quien también había ostentado el título de archiduque hasta 1919, el Tribunal Administrativo Superior de Austria estableció que la Ley Habsburgo afectaba solo a los nacidos antes del 10 de abril de 1919. Rodolfo nació en Suiza el 5 de septiembre de 1919 (su madre, Zita de Borbón-Parma, estaba embarazada con él cuando la familia partiera rumbo al exilio en el país helvético). De hecho, durante décadas se consideraba el representante de la dinastía en Suiza. La decisión del tribunal austríaco sentó una jurisprudencia, pues significaba que los nacidos después de la fecha indicada no estaban obligados a firmar una renuncia expresa para poder entrar o residir en el país (sí debían de seguir las normas y disposiciones relacionadas). Cabe mencionar que tanto Rodolfo como Otón habían formado parte de la resistencia contra los nazis durante la Segunda Guerra Mundial, lo cual también jugó a su favor durante las deliberaciones.
Otro caso destacado, aunque más tardío, fue el de la propia Zita de Borbón-Parma, viuda de Carlos I, cuya entrada en el país se aprobó en 1982, sin siquiera firmar ningún documento, ya que se consideraba que no tenía posibilidad alguna de reclamar títulos en Austria. A partir de ahí, puesto que la mayor parte de la familia ya se conformaba de personas de segunda y tercera generación y otras de ramas menores, para 1996 la prohibición de entrada en el país solo afectaba a dos personas: Félix y Carlos Luis de Habsburgo, otros de los hijos de Carlos y Zita, ambos nacidos antes de la entrada en vigor de la ley original. Ese año, los dos presentaron exenciones ante las autoridades austríacas, quienes resolvieron permitir su entrada y residencia en el país.
En todos estos casos, se ha prohibido a los miembros de la dinastía, al igual que la totalidad de la nobleza, usar sus títulos o insinuaciones públicas relativas a su estatus anterior (Otón de Habsburgo, por ejemplo, se identificaría a lo largo de su vida simplemente con el título de doctor, Dr.). Aunque muchas veces se suele añadir a sus nombres completos la preposición von (‘de’), considerada predicado de nobleza, en realidad no forma parte de sus apellidos registrados.

## Actualidad
A día de hoy, los miembros de la familia se consideran ciudadanos de a pie; pueden residir en Austria, tener posesiones (incluidas históricas si son parte de sus propiedades privadas), ser elegidos para la presidencia del país, si lo quisieran, y demás supuestos que antaño se consideraban prohibidos. La Ley Habsburgo, que sigue formando parte de la legislación austríaca, tiene por tanto valor más bien simbólico. Las limitaciones que aún persisten son por lo general en virtud de la Ley de Abolición de la Nobleza y no de la Ley Habsburgo, incluida la prohibición del uso público y en la comunicación con las autoridades de títulos, tratamientos y predicados de nobleza. Sobre todo se castigan los títulos y tratamientos «de carácter imperial», como archiduque, -sa y su alteza imperial. Son los únicos que se pueden castigar por vía penal, ya que el uso de los demás títulos nobiliarios constituye una infracción administrativa.